# Sloup se sochou Panny Marie Svatohorské (Poděbrady)
Sloup Panny Marie Svatohorské (jinak též Mariánský sloup) je barokní pískovcová socha umístěná roku 1758 poblíž Havířského kostela v Poděbradech. Byla zhotovena na památku ušetření města před pruským vojskem. Socha je od roku 1965 chráněna jako kulturní památka.

## Stavba

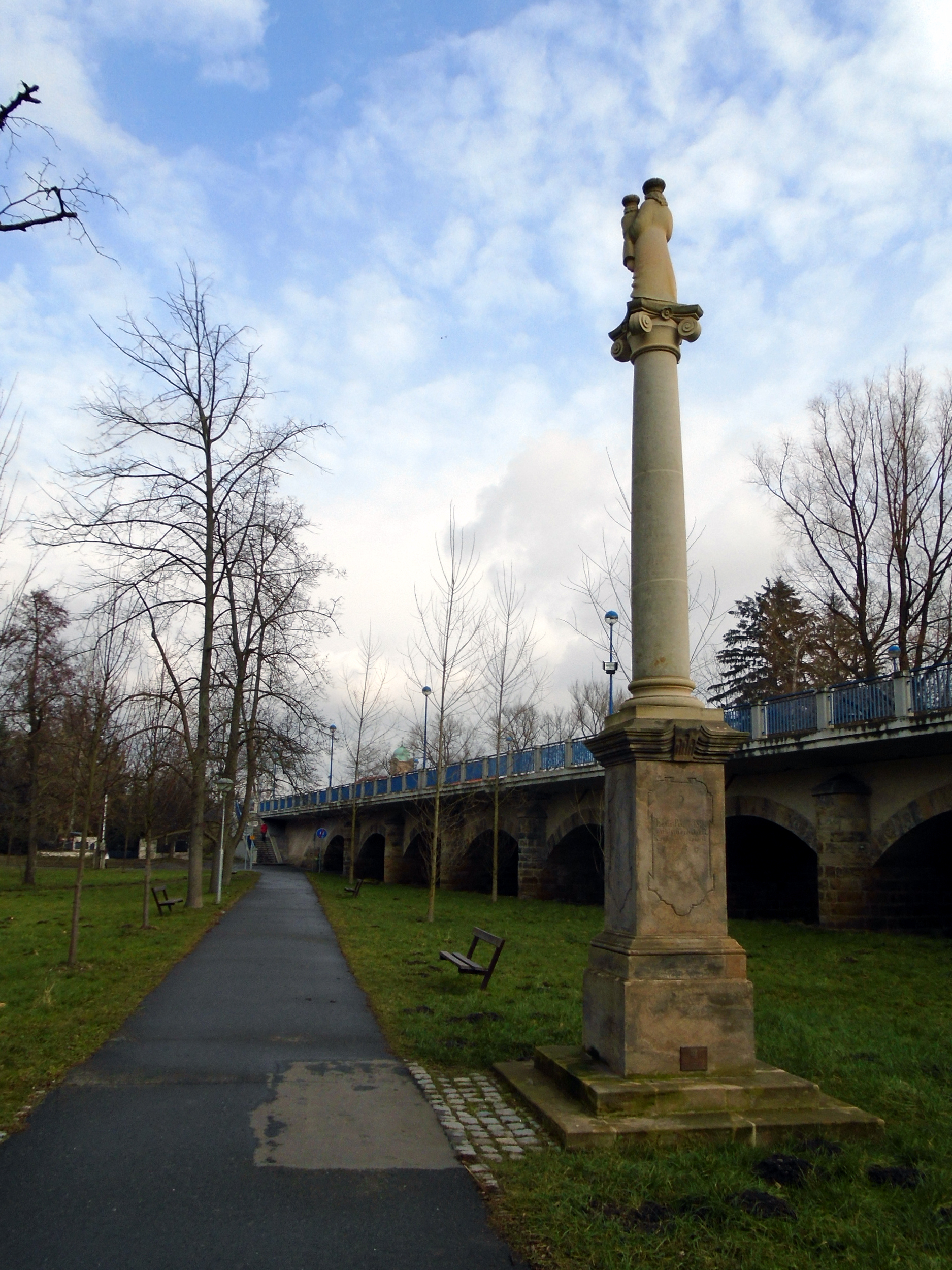
Sloup s inundačním mostem v pozadí

Po porážce v bitvě u Kolína v červnu 1757 se pruská vojska stahovala z Čech. V Poděbradech měla malou posádku a sklady střelniva, jejichž zapálení, které by město mohlo zničit, se obyvatelé velmi obávali. Vše dobře dopadlo a hejtman poděbradského panství Ignát Opelt nechal jako poděkování na své náklady při cestě do Havířského kostelíka postavit sochu Panny Marie. Socha byla dokončena roku 1758.
V pozdějších letech byl sloup několikrát vyvrácen povodněmi. Poprvé se to stalo již roku 1775. Roku 1890 sloup prošel větší opravou, v rámci které byla socha pootočena čelem k městu a pozlacena. Roku 1968 byl sloup povalen otáčejícím se popelářským vozem. Sloup byl uložen do areálu technických služeb, na místě zůstal jen podstavec. Socha se ztratila.
Sloup se sochou byly obnoveny až o 45 let později při revitalizaci celého prostoru. Akademický sochař Jan Kracík podle fotografií zhotovil kopii sloupu se sochou Panny Marie. Obnovený mariánský sloup byl vysvěcen v listopadu 2013.

## Popis

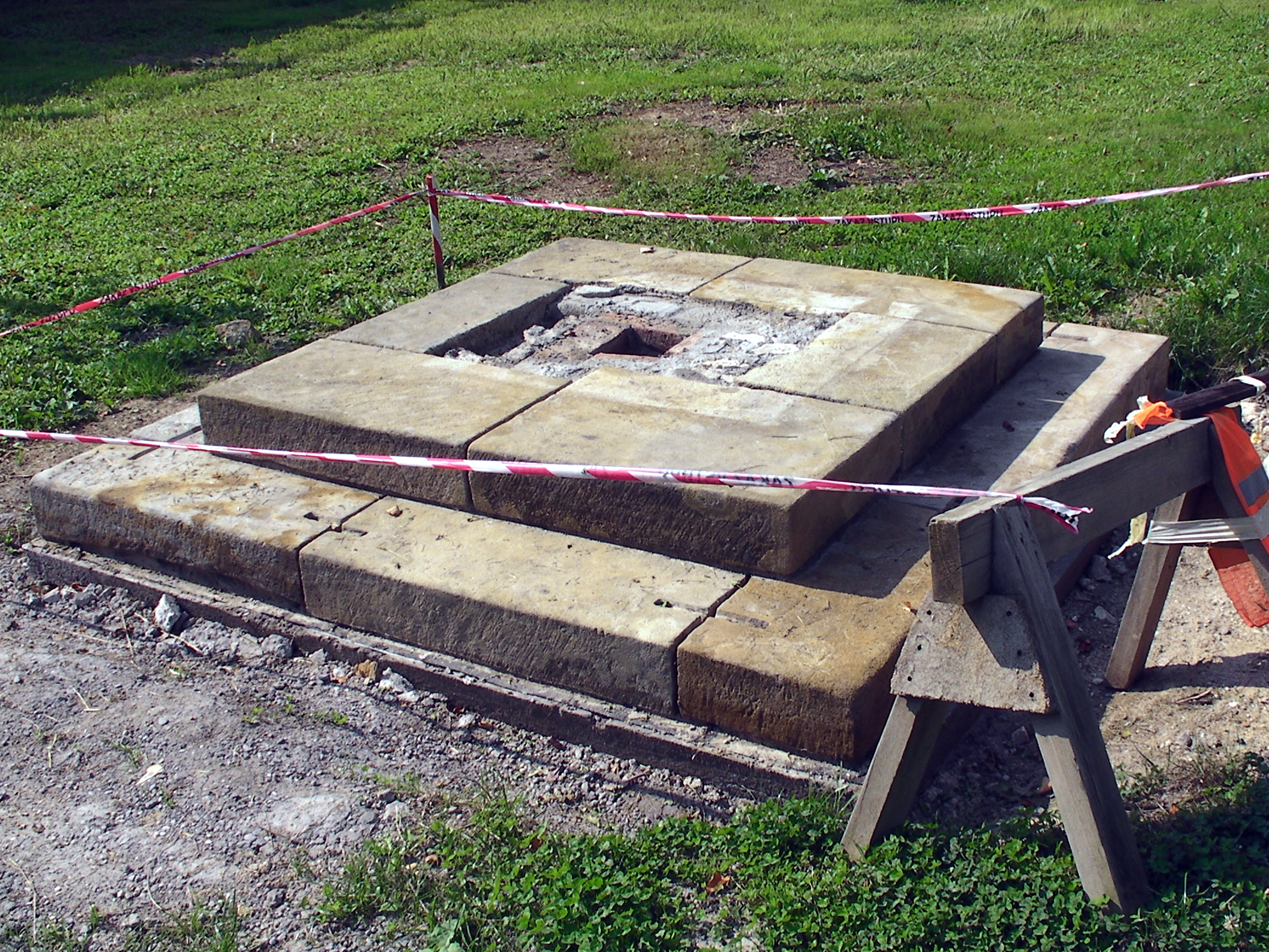
Základy sloupu během rekonstrukce

Socha Panny Marie Svatohorské s dítětem je zhotovena v podživotní velikosti. Je umístěna na jednoduchém dvoudílném hranolovém podstavci zakončeném profilovanou římsou, na kterém je umístěn vysoký štíhlý sloup s ozdobnou hlavicí. Na podstavci je vyryt latinský nápis připomínající ohrožení města v roce 1757. Text nápisu zní: Podivuhodně čti, zde Prušák rozbiv tábor, nám neuškodil a statky neohrozil. MDCCLXVII. Na druhé straně byl vyryt český nápis připomínající obnovu sloupu.